# Hans Paffrath
Hans Christian Paffrath (né en 1959 à Düsseldorf) est un marchand d'art allemand pour les peintures du XIXe siècle et classiques modernes.

## Biographie
Hans Paffrath est l'aîné des cinq enfants de Hans-Georg Paffrath (de) et de son épouse Helena, née baronne Åkerhielm (sv) (1938-2013), dans une famille de marchands d'art. Après des études d'histoire de l'art à l'université Louis-et-Maximilien de Munich, il reprend la galerie Paffrath en 1987 en tant que cinquième génération. Il est d'abord directeur général de l'entreprise familiale, depuis 2000, il en est l'unique actionnaire.
Natif de Düsseldorf, Hans Paffrath s'occupe principalement de tableaux de peintres de l'École de peinture de Düsseldorf. Il s'agit notamment de : Andreas Achenbach et Oswald Achenbach, Max Clarenbach, Hugo Mühlig, Johann Wilhelm Preyer et Emilie Preyer. En outre, Hans Paffrath représente également des artistes modernes classiques de renommée internationale tels que Max Liebermann, Lovis Corinth, Emil Nolde, Karl Schmidt-Rottluff et Gabriele Münter dans sa galerie. Le troisième inventaire principal du commerce de l'art est déterminé par des œuvres d'artistes scandinaves des XIXe et XXe siècles, comme Peder Mönsted ou Johan Laurentz Jensen.
Hans Paffrath est membre de nombreuses associations de musées et siège au conseil d'administration de la Stiftung Sammlung Volmer (de). En 2008, il fonde la Kunststiftung Paffrath.
En plus du commerce d'art, les activités de Hans Paffrath incluent également l'organisation d'expositions-ventes. Ces dernières années, il a consacré une exposition personnelle dans les salles de la galerie de la Königsallee à Düsseldorf, notamment à Andreas Achenbach, Oswald Achenbach, Max Clarenbach (2001), Hugo Mühlig (2004), Emilie et Johann Wilhelm Preyer (2009), Peder Mönsted (2013) et Günther Uecker (aquarelles, 2017). De plus, Hans Paffrath présente les nouvelles acquisitions de la Galerie Paffrath deux fois par an - au printemps et à l'automne - pendant deux semaines chacune dans une exposition du même nom.
En 2004 et 2006, Hans Paffrath découvre des tableaux considérés comme « perdus ». En 2004, c'est le tableau "Chasseurs dans les dunes", qui a été peint par Max Liebermann en 1914 et que l'on croyait perdu depuis plus de 70 ans. Hans Paffrath a découvert un deuxième tableau en 2006. C'est un tableau que Lovis Corinth a peint à l'huile en 1911 et qui s'intitule "Roses". Ce tableau a disparu après la Seconde Guerre mondiale car elle il resté inconnue dans le dépôt d'un musée de Dresde pendant plus de 50 ans.
En 2017, la Galerie Paffrath a célébré son 150e anniversaire avec plusieurs expositions et publications de livres, comme le livre « Die Galerie. 150 ans de Galerie Paffrath » sur l'histoire de l'entreprise et un entretien avec Hans Paffrath. L'œuvre "Barbu (Jacob Becker, appelé Becker von Worms)" de Wilhelm Schadow a constitué une pièce maîtresse des célébrations. Parallèlement, Hans Paffrath publie le catalogue raisonné « Wilhelm Schadow. Catalogue raisonné des peintures avec une sélection des dessins et estampes associés ».
Il est marié à la joueuse de tennis allemande Vanessa Henke depuis 2017.
Hans Paffrath est bénévole pour l'association pénitentiaire catholique à Düsseldorf.

## Publications (sélection)
- Hugo Mühlig. 1854 Dresden – Düsseldorf 1929. Droste, Düsseldorf 1993.
- Meisterwerke der Düsseldorfer Malerschule. Droste, Düsseldorf 1995.
- Kunstmuseum Düsseldorf und Galerie Paffrath (Hrsg.): Lexikon der Düsseldorfer Malerschule. 3 Bände. Bruckmann, München 1997–1998.
- Max Clarenbach. 1880 Neuss – Köln 1952. Droste, Düsseldorf 2001,  (ISBN 3-7700-1134-1)
- mit Siegfried Weiß (Hrsg.): Preyer. Mit den Werkverzeichnissen der Gemälde von Johann Wilhelm und Emilie Preyer. Wienand, Köln 2009,  (ISBN 978-3-86832-003-9).
- Peder Mönsted. Zauber der Natur. Düsseldorf/Goch 2013,  (ISBN 978-3-00-038996-2).
- Die Galerie. 150 Jahre Galerie Paffrath. Düsseldorf 2017,  (ISBN 978-3-7700-6022-1).
- mit Cordula Grewe (Autorin) und Bettina Baumgärtel (Hrsg.): Wilhelm Schadow. Werkverzeichnis der Gemälde mit einer Auswahl der dazugehörigen Zeichnungen und Druckgraphiken. Michael Imhof Verlag, Petersberg 2017,  (ISBN 978-3-7319-0500-4).